# Mahavishnu Orchestra
Mahavishnu Orchestra var et amerikansk jazz/rock fusionsorkester dannet i New York City, New York i 1971. Gruppen blev opløst 1987.
Mahavishnu Orchestra blev dannet af englænderen John Mclaughlin, som også var leder. Gruppen bestod foruden af Mclaughlin selv på elektrisk guitar oprindeligt af Jan Hammer på keyboards, Billy Cobham på trommer, Rick Laird på el-bas og Jerry Goodman på elektrisk violin. De spillede en krydsning mellem jazz og psykedelisk rock med skæve taktarter i feks. 5/8, 7/8 & 9/8, og inspiration fra indisk klassisk musik. Musikken var et frisk pust, som ikke var hørt magen til, med virtuos teknisk udførsel og komplicerede kompositioner, som inspirerede mange fusionsmusikere i kommende generationer.
Efter uoverensstemmelser opløste Mclaughlin midlertidigt gruppen i 1974, men gendannede senere samme år en ny version af orkestret med Jean Luc Ponty på elektrisk violin, Ralphe Armstrong på bas, Narada Michael Walden på trommer og Gayle Moran på keyboards samt en strygersektion og brass-sektion Steven Kindler og Carol Shive på violiner, Marcia Westbrook på bratsch, Phil Hirschi på cello, Steve Frankevich og Bob Knapp på messingblæsere. Moran blev senere erstattet af Stu Goldberg på keyboards, og Ponty forlod gruppen i 1976 og orkestret blev igen opløst.
I 1984 blev en tredje version af gruppen dannet; stadig med Mclaughlin som leder og med Bill Evans på tenorsaxofon, Mitchel Forman på keyboards, Jonas Hellborg på bas og med Billy Cobham igen på trommer, som hurtigt forlod gruppen efter en pladeindspilning i 1984, og blev erstattet af Danny Gottlieb. Senere forlod Mitchel Forman ligeledes gruppen, og blev erstattet af Jim Beard. Denne konstellation varede til 1987, hvor gruppen blev endeligt opløst.
Orkesteret er citeret for at havde inspireret orkestre i alle genrer af den musikalske verden, og hører til et vigtigt element stilistisk og som gruppe ved at bygge bro mellem jazz og rock musik. Alle medlemmer er i dag stadig aktive, enten med egne grupper eller som sessionmusikere.

## Diskografi
- The Inner Mounting Flame (1971)
- Birds of Fire (1973)
- Between Nothingness & Eternity (1973) - live lp
- Apocalypse (1974) - med London Symfoniorkester
- Visions of the Emerald Beyond (1975)
- Inner Worlds (1976)
- Mahavishnu (1984)
- Adventures in Radioland (1987)

## Compilations Diskografi
- The Best of Mahavishnu Orchestra (1980)
- The Lost Sessions Trident Session (1999)
- The Complete Columbia Albums Collection (2011)

## Eksterne Henvisninger
- om Mahavishnu Orchestra

| Musikgruppe | Spire Denne artikel om en amerikansk musikgruppe er en spire som bør udbygges. Du er velkommen til at hjælpe Wikipedia ved at udvide den. |